# Hafenferrefia nevesi
Hafenferrefia nevesi är en kvalsterart som först beskrevs av Sellnick 1952.  Hafenferrefia nevesi ingår i släktet Hafenferrefia och familjen Tenuialidae. Inga underarter finns listade i Catalogue of Life.